# Эванс, Митч
Митчелл Уильям Э́ванс (род. 24 июня 1994) — новозеландский автогонщик. Чемпион серии GP3 2012 г. На данный момент выступает в Формуле E в составе команды Jaguar Racing.

## Карьера

### Ранняя карьера
Митч Эванс начал заниматься автоспортом в 6-летнем возрасте, дебютировав в картинге в 2001 г. В период с 2001 по 2007 года он 13 раз становился чемпионом в картинговых сериях. В сезоне 2007/08 году Митч участвовал в чемпионате New Zealand's Formula First, где занял 9-е место.
Эванс принимал участие во множестве серий категории Формула-Форд. В 2008 г. он дебютировал в чемпионате Формула-Форд Manfeild Winter Series, где выиграл 7 из 12 этапов, а в сезоне 2008/09 стал вице-чемпионом новозеландской Формулы-Форд. В 2009 г. Эванс принял участие в австралийском чемпионате Формулы-Форд (самой сложной серии этой категории), где занял 2-е место, 6 раз победив и ещё 9 раз побывав на подиуме за 23 этапа.
В сезоне 2010 Эванс дебютировал в новозеландской гоночной серии Тойота, где на первом же этапе взял поул и победил, повторив такое же достижение Брендона Хартли 2005 года. После Митч выиграл ещё 2 этапа и 9 раз побывал на подиуме, что позволило ему стать чемпионом серии. Позже в 2010 г. Эванс принял участие в австралийской Формуле-3. Одержав 8 побед, 6 из которых — подряд, он стал вице-чемпионом серии. В 2011 г. Митч вернулся в серию Тойота, где снова стал чемпионом.

### GP3
В 2011 году Митч Эванс дебютировал в GP3 в составе команды MW Arden. За сезон новозеландец два раза побывал на подиуме — на этапах в Барселоне и Валенсии, после шести этапов чемпионата вышел в лидеры общего зачёта. По итогам сезона занял 9-е место.
В 2012 г. Митч Эванс продолжил карьеру в GP3. Выиграл 3 гонки сезона — по одной на этапах в Барселоне, Валенсии и на Хоккенхаймринге, ещё 3 раза побывал на подиуме, 4 раза взял поул. По итогам сезона стал чемпионом, опередив преследовавшего его Даниэля Абта на 2 очка (151,5).

### GP2
В 2013 г. Эванс перешёл в серию GP2. В первой же гонке сезона — в Малайзии — Митч финишировал третьим, став самым молодым пилотом, сумевшим занять призовое место в первом для себя этапе GP2. За сезон Эванс ещё 3 раза побывал на подиуме, 2 из которых — на этапе в Монако.

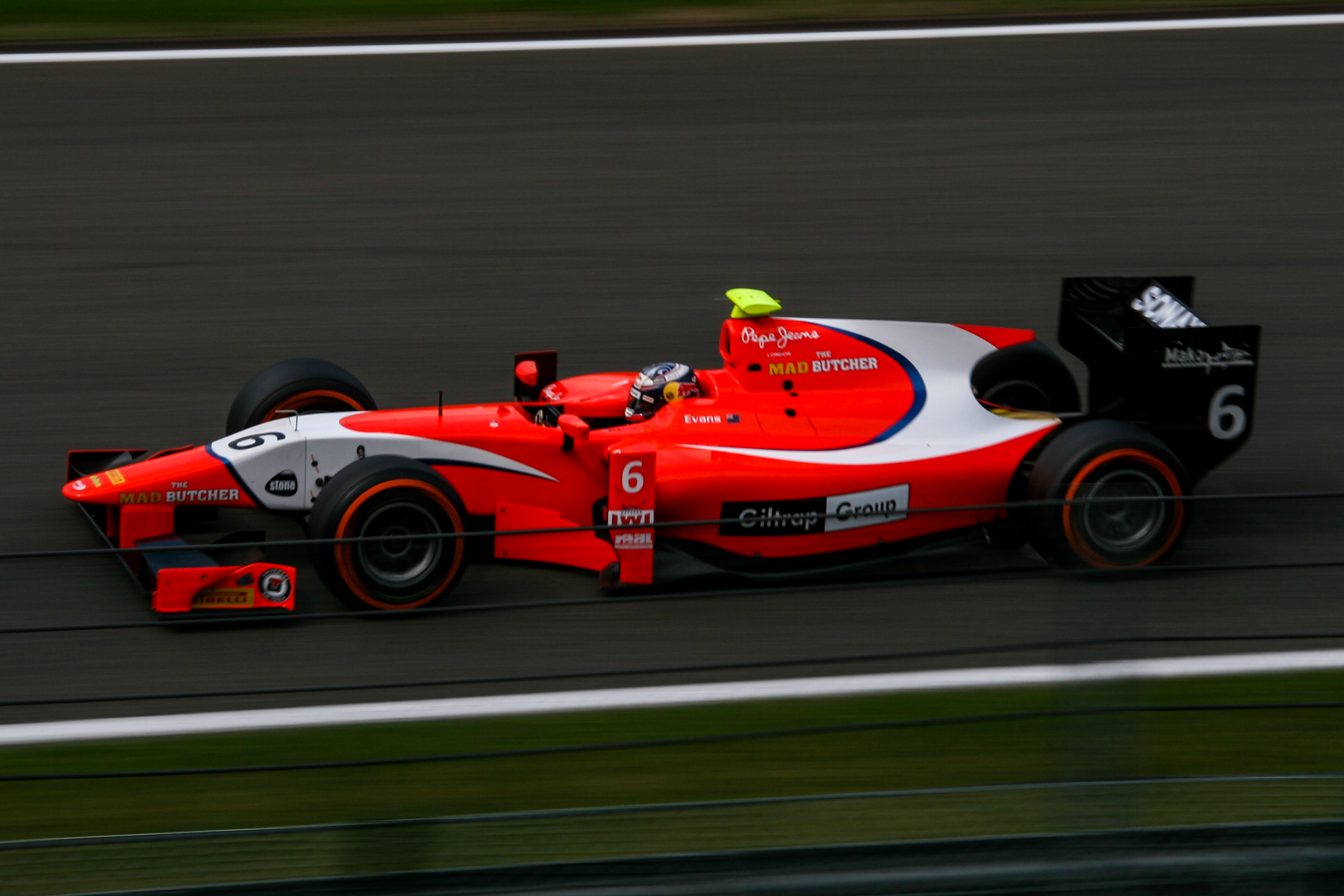
Митч Эванс за рулём болида Arden на свободной практике Гран-при Бельгии в 2013 г.

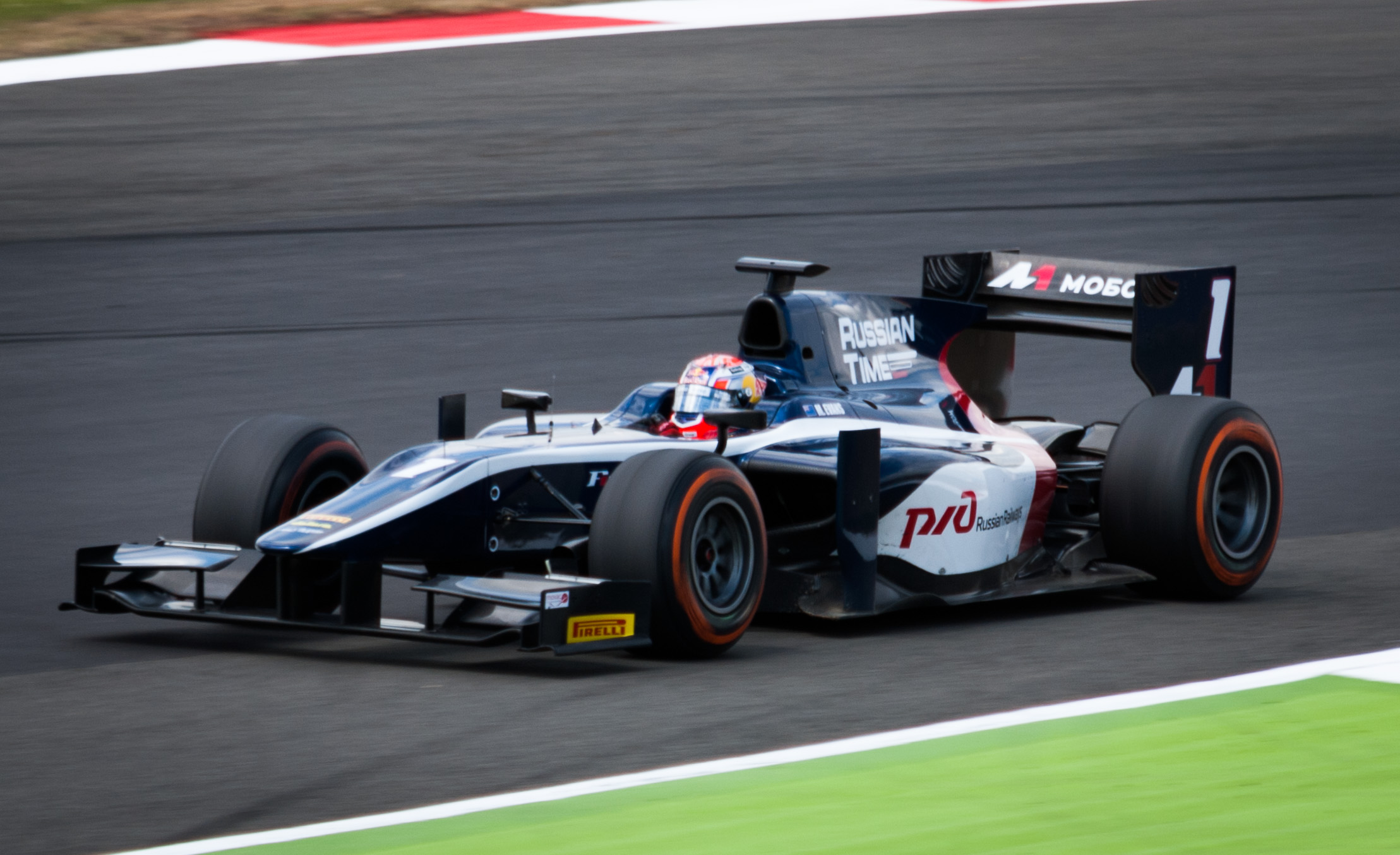
Митч Эванс за рулём болида Russian Time в 2014 г.

В 2014 г. Митч перешёл в команду Russian Time. Он выиграл две гонки — на трассах Сильверстоун и Хоккенхаймринг и ещё 4 раза побывал на подиуме, что позволило ему со 174 очками занять 4-е место в чемпионате.
В 2015 г. Эванс продолжил карьеру в GP2 в составе команды Russian Time. За сезон Митч 7 раз занимал призовые места, набрав 135 очков занял 5-е место в чемпионате.
В 2016 г. Митч продолжает свою карьеру в GP2 в составе команды Jagonya Ayam Campos Racing.

### 24 часа Ле-Мана
В 2015 г. Эванс принял участие в гонке 24 часа Ле-Мана в классе LMP2 в составе команды Jota Sport, по итогам гонки его экипаж занял 10-е место.

### Формула-E
19 августа 2016 года было объявлено, что Эванс будет одним из четырёх пилотов, тестирующих Jaguar на предсезонном тесте в Донингтон-Парке. Позже Эванс вошёл в основной состав команды.
2016-17
В своем первом сезоне он стал партнёром Адама Кэрролла, набрав 22 очка против 5 у Кэрролла. Его лучший результат сезона пришёл в Мехико, где он занял четвёртое место, взяв первые очки Jaguar в Формуле-E. Он установил самый быстрый круг гонки в первой гонке в Берлине, но не получил бонусное очко, потому что он сошёл с гонки. Эванс взял очки в Монако, Париже и Монреале и закончил чемпионат на 14-й позиции.
2017-18
В сезоне 2017-18 он стал партнером Нельсона Пике-младшего, который перешёл в Jaguar из NextEV. Во второй гонке сезона в Гонконге Эванс впервые в карьере в Формуле E поднялся на подиум, заняв третье место после дисквалификации Даниэля Абта. В Сантьяго Эванс финишировал седьмым, уступив товарищу по команде Пике-младшему, а затем занял шестое место в Мехико. В Пунта-дель-Эсте Эванс квалифицировался в суперполе, но его время было аннулировано за техническое нарушение и пришлось начинать гонку с конца стартовой решетки. Он пробился через пелотон, и занял четвёртую позицию. На протяжении большей части еПри Рима Эванс боролся за подиум, сражаясь с Андре Лоттерером и Лукасом ди Грасси, однако финишировал только девятым. Эванс провел сложную гонку в Париже, финишировав на 15-й позиции, но уже в Берлине финишировал шестым. Эванс завоевал первую поул-позицию в карьере в Формуле Е на этапе в Цюрихе, однако в гонке он потерял лидерство, а затем был наказан штрафом за превышение скорости в режиме желтых флагов. В итоге он финишировал седьмым. Он сошел с первой гонки в Нью-Йорке, но занял шестое место во второй гонке, и в итоге занял седьмое место в чемпионате, опередив товарища по команде Пике-младшего.
2018-19
Эванс был партнёром Нельсона Пике-младшего уже второй год подряд. Сезон начал многообещающе в Эд-Дирии, где он финишировал на четвёртой позиции, в то время как партнер по команде Пике-младший набрал в той гонке свое единственное очко за сезон. Эванс был единственным гонщиком, который набрал очки во всех первых семи гонках. Он занял девятое место в Марракеше и шестое в Сантьяго после штрафа Александра Симса. За этим последовало два седьмых места в Мехико и в Гонконге. В Риме Эванс стартовал со второй позиции позади Андре Лоттерера на Techeetah. Лоттерер удержал лидерство на старте гонки, но по ходу гонки Эванс решительный манёвром в шикане сумел опередить Лоттерера. Помимо этого в гонке, когда Эванс попытался взять режим атаки во второй раз, он не проехал через все датчики и должен был активировать режим на следующем круге. Кроме того, ему пришлось сбавить скорость в концовке гонки и сдерживать Лоттерера. В итоге Эванс одержал победу, финишировав впереди Лоттерера и Вандорна. Рим также был его первой гонкой с новым партнёром по команде Алексом Линном. Его первый результат без очков пришёлся на дождевой Парижский еПри,где он финишировал 16-м. В Монако он занял седьмую позицию, и стал шестым после дисквалификации Антонио Феликса да Кошты. Эванс упорно боролся с Жан-Эриком Вернем на еПри Швейцарии в Берне. Эванс стартовал в первом ряду и атаковал Верня на протяжении всей гонки, но Верню удалось удержать его позади, и Эвансу пришлось довольствоваться вторым местом. В первой из двух гонок в Нью-Йорке Эванс квалифицировался 13-м, и чтобы сохранить шансы на титул ему нужно было пробиваться через пелотон, что ему и удалось —  он финишировал менее чем в секунде позади победителя гонки Себастьена Буэми на втором месте. Этого было достаточно, чтобы сохранить его шансы на титул. Во второй квалификационной сессии уик-энда Эванс занял восьмое место, однако в гонке он столкнулся с Лукасом ди Грасси и финишировал последним. Он закончил сезон на пятом месте 105 очками, а команда Jaguar заняла седьмое место в командном зачёте.
2019-20
В шестом сезоне новым напарником по команде стал Джеймс Каладо. В первой гонке еПри Диръии Эванс финишировал десятым, и набрал одно очко за быстрый круг в топ-10. Во второй гонке уик-энда он столкнулся с Сэмом Бердом и сошёл с гонки. На еПри Сантьяго, Эванс завоевал поул-позицию, но из-за проблем с температурой батареи его обогнали Антониу Феликс да Коста, Максимилиан Гюнтер и Ник де Врис. В итоге он финишировал четвёртым, но поднялся на третье место после того, как де Врис был оштрафован. На следующей гонке в Мехико он квалифицировался вторым на стартовой решетке позади Андре Лоттерера, и сумел вырвался вперед в самом начале гонки и выиграл её и возглавил чемпионат. В Марракеше в квалификации не успел уйти на быстрый круг стартовал с конца стартовой решётки, однако в гонке сумел прорваться и финишировал шестым, но всё же Эванс потерял лидерство в чемпионате. В первых двух гонках еПри Берлина финишировал вне очковой зоны, сильно отстал от лидера чемпионата и выпал из борьбы за титул. В следующих трёх из четырёх оставшихся гонок в Берлине набрал очки, и по итогам сезона занял только седьмое место.
2020-21
В седьмом сезоне напарником по команде стал опытный пилот Сэм Бёрд. В первой гонке еПри Диръии Эванс финишировал на подиуме, заняв третье место. Во второй гонке Эванс стал участником серьезной аварии, где он столкнулся в Алексом Линном, после чего автомобиль Алекса взлетел и перевернулся. На еПри Рима в первой гонке вновь финишировал третьим, а во второй стал шестым. В первой дождевой гонке в Валенсии столкнулся с Сержиу Сетте Камарой, сошёл с дистанции и получил штраф в три позиции на старте следующей как виновник аварии. Во второй гонке финишировал только 15-м. На еПри Монако стартовал с третьей позиции и в течение всей гонки боролся за победу с Да Коштой и Фряйнсом, на последнем круге потерял лидерство — из-за недостатка энергии ему пришлось обороняться, и сначала он пропустил да Кошту, а затем на финишной прямой и Фряйнса, в итоге он стал лишь третьим. На еПри Пуэблы финишировал восьмым и девятым. В первой гонке в Нью-Йорке сошёл, во второй гонке большую часть дистанции шёл вторым позади напарника по команде, однако незадолго до финиша столкнулся со стеной и повредил автомобиль. В итоге на повреждённой машине Эванс финишировал только 13-м. В Лондоне в первой гонке финишировал 14-м, во второй гонке вновь поднялся на подиум, финишировав на третьем месте. Перед финальным этапом в Берлине сохранял шансы на титул. В первой гонке финишировал на третьем месте и смог приблизиться в личном зачёте к лидеру чемпионату Нику де Врису, так как он не набрал очков. Перед второй гонкой Эванс занимал четвёртую позицию в личном зачёте, отставая на пять очков. Квалифицировался на третьем месте — это была лучшая позиция среди претендентов на титул. Однако в гонке Эванс не смог стартовать, его машина заглохла во время старта, и на него налетел другой претендент на титул - Эдоардо Мортара, в итоге оба сошли с дистанции в самом начале. По итогам сезона занял четвёртое место, а команда Jaguar Racing заняла второе место в командном зачёте.

## Результаты выступлений
| Сезон   | Серия                                 | Команда                     | Гонки | Победы | Поулы | БК | Подиумы | Очки  | Место |
| ------- | ------------------------------------- | --------------------------- | ----- | ------ | ----- | -- | ------- | ----- | ----- |
| 2007    | Formula First Manfeild Winter Series  |                             | 3     | 0      | 0     | 0  | 0       | 105   | 18    |
| 2007–08 | NZ Formula First Championship         | Sabre                       | 18    | 0      | 0     | 1  | 0       | 707   | 9     |
| 2008    | Formula Ford Manfeild Winter Series   | Sabre                       | 12    | 7      | 2     | 9  | 10      | 813   | 1     |
| 2008–09 | New Zealand Formula Ford Championship |                             | 21    | 6      | 3     | 5  | 13      | 1111  | 2     |
| 2009    | Australian Drivers' Championship      | Team BRM                    | 2     | 1      | 0     | 0  | 2       | 32    | 5     |
| 2009    | Australian Formula Ford Championship  | Sonic Motor Racing Services | 23    | 6      | 3     | 6  | 15      | 297   | 2     |
| 2009    | VSCRC Formula Ford Fiesta Series      |                             | 2     | 1      | ?     | ?  | 1       | 176   | 2     |
| 2010    | Toyota Racing Series                  | Giles Motorsport            | 15    | 3      | 8     | 5  | 10      | 915   | 1     |
| 2010    | Australian Drivers' Championship      | Team BRM                    | 17    | 8      | 4     | 4  | 16      | 219   | 2     |
| 2011    | Toyota Racing Series                  | Giles Motorsport            | 15    | 7      | 6     | 5  | 14      | 973   | 1     |
| 2011    | GP3                                   | MW Arden                    | 16    | 1      | 2     | 0  | 2       | 29    | 9     |
| 2011    | Британская Формула-3                  | Double R Racing             | 3     | 0      | 0     | 0  | 0       | 10    | 20    |
| 2012    | Toyota Racing Series                  | Giles Motorsport            | 6     | 2      | 4     | 2  | 4       | 284   | 19    |
| 2012    | GP3                                   | MW Arden                    | 16    | 3      | 4     | 3  | 6       | 151.5 | 1     |
| 2013    | Toyota Racing Series                  | Giles Motorsport            | 3     | 2      | 2     | 1  | 2       | 204   | 18    |
| 2013    | GP2                                   | Arden International         | 22    | 0      | 0     | 0  | 4       | 56    | 14    |
| 2014    | GP2                                   | Russian Time                | 22    | 2      | 0     | 1  | 6       | 174   | 4     |
| 2014–15 | V8SuperTourers Championship           | Team 4                      | 3     | 0      | 0     | 1  | 2       | 245   | 28    |
| 2015    | GP2                                   | Russian Time                | 21    | 0      | 2     | 3  | 7       | 135   | 5     |
| 2015    | 24 часа Ле-Мана                       | Jota Sport                  | 1     | 0      | 0     | 0  | 1       | —     | 2     |
| 2016    | GP2                                   | Pertamina Campos Racing     | 22    | 1      | 0     | 2  | 1       | 90    | 12    |
| 2016    | Европейская серия Ле-Ман              | SMP Racing                  | 1     | 0      | 0     | 0  | 0       | 10    | 24    |
| 2016-17 | Формула-E                             | Panasonic Jaguar Racing     | 12    | 0      | 0     | 1  | 0       | 22    | 14    |
| 2017-18 | Формула-E                             | Panasonic Jaguar Racing     | 12    | 0      | 1     | 1  | 1       | 68    | 7     |
| 2018-19 | Формула-E                             | Panasonic Jaguar Racing     | 13    | 1      | 0     | 0  | 3       | 105   | 5     |
| 2019-20 | Формула-E                             | Panasonic Jaguar Racing     | 11    | 1      | 1     | 1  | 2       | 71    | 7     |
| 2020-21 | Формула-E                             | Jaguar Racing               | 15    | 0      | 0     | 3  | 5       | 90    | 4     |

### Формула-E
| Сезон   | Команда                 | Автомобиль            | 1        | 2        | 3      | 4     | 5        | 6      | 7        | 8      | 9       | 10       | 11       | 12     | 13     | 14    | 15       | Место | Очки |
| ------- | ----------------------- | --------------------- | -------- | -------- | ------ | ----- | -------- | ------ | -------- | ------ | ------- | -------- | -------- | ------ | ------ | ----- | -------- | ----- | ---- |
| 2016–17 | Panasonic Jaguar Racing | Spark Jaguar I-Type 1 | ГНК Сход | МАР 17   | БУЭ 13 | МЕХ 4 | МОН 10   | ПАР 9  | БЕР Сход | БЕР 17 | НЬЮ НКЛ | НЬЮ Сход | МНР 7    | МНР 12 |        |       |          | 14    | 22   |
| 2017–18 | Panasonic Jaguar Racing | Spark Jaguar I-Type 2 | ГНК 12   | ГНК 3    | МАР 11 | САН 7 | МЕХ 6    | ПУН 4  | РИМ 9    | ПАР 15 | БЕР 6   | ЦЮР 7    | НЬЮ Сход | НЬЮ 6  |        |       |          | 7     | 68   |
| 2018–19 | Panasonic Jaguar Racing | Spark Jaguar I-Type 3 | ЭДР 4    | МАР 9    | САН 6  | МЕХ 7 | ГКГ 7    | СНЬ 9  | РИМ 1    | ПАР 16 | МОН 6   | БЕР 12   | БРН 2    | НЙК 2  | НЙК 17 |       |          | 6     | 99   |
| 2019–20 | Panasonic Jaguar Racing | Spark Jaguar I-Type 4 | ДИР 10   | ДИР 18   | САН 3  | МЕХ 1 | МАР 6    | БЕР 13 | БЕР 12   | БЕР 9  | БЕР 9   | БЕР 7    | БЕР 11   |        |        |       |          | 7     | 71   |
| 2020–21 | Jaguar Racing           | Spark Jaguar I-Type 5 | ДИР 3    | ДИР Сход | РИМ 3  | РИМ 6 | ВАЛ Сход | ВАЛ 15 | МОН 3    | ПУЭ 8  | ПУЭ 9   | НЬЮ Сход | НЬЮ 13   | ЛОН 14 | ЛОН 3  | БЕР 3 | БЕР Сход | 4     | 90   |